# Ostkuschitische Sprachen
Die ostkuschitischen Sprachen gehören zum kuschitischen Primärzweig der afroasiatischen Sprachfamilie. Die meisten dieser Sprachen werden im Südwesten Äthiopiens gesprochen, daneben sind ostkuschitische Sprachen auch in Ostäthiopien, im Südosten Eritreas, in Somalia, Dschibuti und im Nordosten Kenias verbreitet.
Bedeutendste Einzelsprachen sind das von etwa 30 Millionen Menschen gesprochene Oromo und das von mindestens 12 Mio. gesprochene Somali, die Nationalsprache Somalias. Weitere ostkuschitische Sprachen mit jeweils über einer Million Sprechern sind Sidama, Hadiyya, Kambaata und Afar.

## Klassifikation
- Afroasiatisch
  - Kuschitisch
    - Ostkuschitisch
      - Hochlandostkuschitisch
        - Alaba-K’abeena/Qabena; K’abeena wird zum Teil auch als Dialekt des Kambaata klassifiziert
        - Burji
        - Kambaata (inkl. Timbaro)
        - Gedeo
        - Hadiyya
        - Libido/Mareko; aus dem Hadiyya hervorgegangen
        - Sidama

      - Tieflandostkuschitisch
        - Afar-Saho
          - Afar
          - Saho

        - Omo-Tana-Sprachen (Somaloid)
          - (Nord-Omo-Tana/Bayso; auch unter West-Omo-Tana eingeordnet[1])
          - West-Omo-Tana
            - Arbore
            - Dassanetch
            - El Molo

          - Ost-Omo-Tana/Sam-Sprachen
            - West-Sam/Rendille
            - Ost-Sam
              - Boni
              - Somali (inkl. Maay, Maxaa)

        - (Oromoid; bei manchen Klassifikationen weggelassen, sodass Oromo und Konso-Gidole zwei eigenständige Zweige des Ostkuschitischen bilden[2])
          - Konso-Gidole
            - Konso
            - Dirasha (Gidole)

          - Oromo

      - Dullay-Sprachen
        - Bussa
        - Gawwada
        - Tsamay

      - (Yaaku; Zuordnung zu Ostkuschitisch umstritten)

Tosco und Savà (2003) ordnen zusätzlich Ongota/Birale als Teil des Ostkuschitischen ein, während andere Forscher diese Sprache als eigenen Zweig der afroasiatischen Sprachfamilie betrachten. Robert Hetzron schlug 1980 vor, die in Tansania gesprochenen südkuschitischen Sprachen aus morphologischen Gründen als Teil der ostkuschitischen Sprachen zu klassifizieren.